# 회색긴귀박쥐
회색긴귀박쥐(Plecotus austriacus)는 애기박쥐과에 속하는 상당히 큰 유럽 박쥐의 일종이다. 독특한 형태로 접어지는 길고 특이한 귀를 갖고 있다. 삼림에서 낮동안에 종종 주로 나방을 사냥한다. 좀더 흔한 갈색긴귀박쥐와 아주 유사하며, 1960년대에 겨우 구별되었고 복부쪽이 더 연한 색을 띤다. 유럽 대륙에 분포하는 개체군은 취약하지 않지만, 2013년 연구에 의하면 영국에서는 멸종 위기에 처해 있다.